# Wielener See
Der Wielener See ist ein See im Kreis Plön im deutschen Bundesland Schleswig-Holstein in der Gemeinde Wahlstorf. Er ist ca. 25 ha groß und bis zu 15,4 m tief.